# Wapen van Littenseradeel

Wapen van Littenseradeel

Het wapen van Littenseradeel is het gemeentelijke wapen van de Friese voormalige gemeente Littenseradeel. De beschrijving luidt: 
"In azuur een schuinbalk van zilver, beladen met een klaverblad van sinopel, een roos van keel en een ster van sinopel, en vergezeld van twee sterren van goud. Het schild gedekt met een gouden kroon van drie bladeren en tweemaal drie parels."

## Geschiedenis
Het wapen werd samengesteld met elementen uit de wapens van Baarderadeel en Hennaarderadeel. Van Baarderadeel werden de sterren overgenomen. Dat wapen vindt zijn oorsprong tussen 1597 en 1622. Mogelijk is het een samenvoeging van de familiewapens van grietman Ulbe van Aylva en zijn vrouw Frouck uit het geslacht Heringa/Camstra. In hun wapens bevindt zich ook een ster. Ook de elementen van het wapen van Hennaarderadeel zijn elementen uit wapens van vooraanstaande families uit de grietenij dat zijn oorsprong omstreeks 1640 heeft. Wegens ruimtegebrek en overzichtelijkheid werd de Friese adelaar weggelaten. Tevens werd de schuinbalk gespiegeld zoals in het wapen van de voormalige gouw Westergo. Het schild is gedekt met een oude Franse markiezenkroon.
Met het Koninklijk Besluit van 22 maart 1984 werd het wapen aan de gemeente verleend.

## Verwante wapens

Wapen van Baarderadeel
Wapen van Hennaarderadeel

Aengwirden
· Baarderadeel
· Barradeel
· Het Bildt
· Bolsward
· Boornsterhem
· Dokkum
· Dongeradeel
· Doniawerstal
· Ferwerderadeel
· Franeker
· Franekeradeel
· Gaasterland
· Gaasterland-Sloten
· Haskerland
· Hemelumer Oldeferd
· Hennaarderadeel
· Hindeloopen
· Idaarderadeel
· IJlst
· Kollumerland en Nieuwkruisland
· Leeuwarderadeel 
· Lemsterland
· Littenseradeel
· Menaldumadeel
· Nijefurd
· Oostdongeradeel
· Rauwerderhem
· Schoterland
· Skarsterlân
· Sloten
· Sneek
· Stavoren
· Utingeradeel
· Westdongeradeel
· Wonseradeel
· Workum
· Wymbritseradeel